# MTV Europe Music Awards 2011

Logo der MTV Europe Music Awards 2011

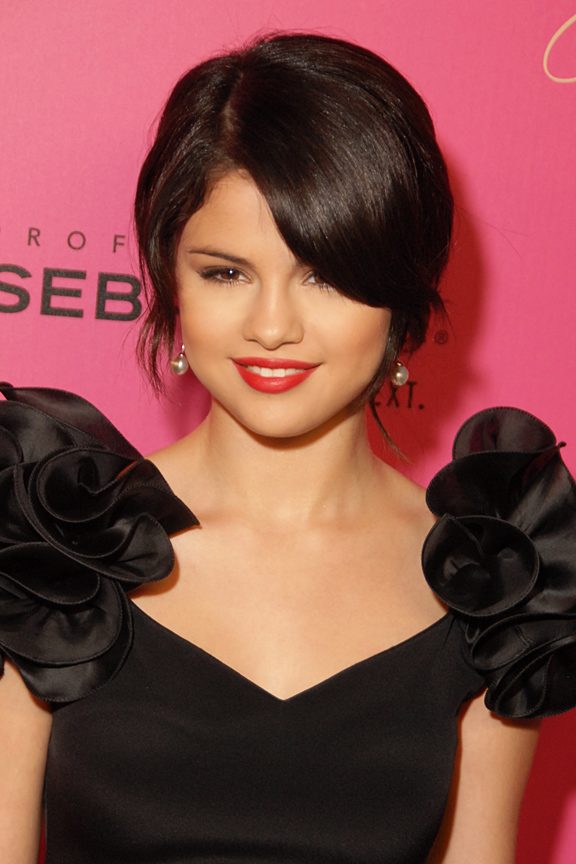
Moderatorin Selena Gomez

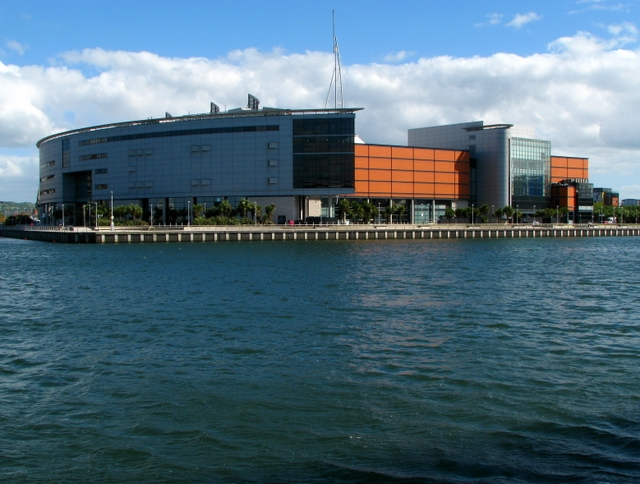
Odyssey Arena – Austragungsort der MTV Europe Awards 2011

Die MTV Europe Music Awards 2011 wurden am 6. November 2011 in der Odyssey Arena im Bezirk Titanic Quarter in der nordirischen Hauptstadt Belfast vergeben. Moderiert wurde die Show von Sängerin und Schauspielerin Selena Gomez.
Die offiziellen Nominierungen wurden am 19. September 2011 bekanntgegeben. Am häufigsten nominiert war Lady Gaga mit sieben Nominierungen, gefolgt von Katy Perry und Bruno Mars mit jeweils fünf und Adele, die viermal nominiert war. In insgesamt vier nicht-europäischen Kategorien wurden internationale Preise vergeben, darunter der beste latein-amerikanische Act, der beste nordamerikanische Act sowie die besten Acts aus Asien und dem Pazifik, Indien, dem Nahen Osten und Afrika. Zu den neueren Kategorien zählte der Award für den Künstler mit den meisten Fans.

## Ausstrahlung
VIVA Deutschland zeigte die Sendung am 6. November 2011 unverschlüsselt.

## Preisträger und Nominierte
Die Gewinner in den jeweiligen Kategorien werden fett geschrieben dargestellt.

### Bester Song
Präsentiert von Hayden Panettiere
- Adele – Rolling in the Deep
- Bruno Mars – Grenade
- Jennifer Lopez (featuring Pitbull) – On the Floor
- Katy Perry – Firework
- Lady Gaga – Born This Way

### Bestes Video
Präsentiert von Bar Refaeli und Irina Shayk
- Adele – Rolling in the Deep
- Beastie Boys – Make Some Noise
- Beyoncé – Run the World (Girls)
- Justice – Civilization
- Lady Gaga – Born This Way

### Beste Künstlerin
Präsentiert von David Hasselhoff
- Adele
- Beyoncé
- Jennifer Lopez
- Katy Perry
- Lady Gaga

### Bester Künstler
Präsentiert von Ashley Rickards und Sheamus
- Bruno Mars
- David Guetta
- Eminem
- Justin Bieber
- Kanye West

### Bester Newcomer
Präsentiert von Jeremy Scott und From Above
- Bruno Mars
- Far East Movement
- Jessie J
- LMFAO
- Wiz Khalifa

### Bester Pop-Act
- Britney Spears
- Justin Bieber
- Katy Perry
- Lady Gaga
- Rihanna

### Bester Rock-Act
- Coldplay
- Foo Fighters
- Kings of Leon
- Linkin Park
- Red Hot Chili Peppers

### Bester Alternative-Act
- 30 Seconds to Mars
- Arcade Fire
- Arctic Monkeys
- My Chemical Romance
- The Strokes

### Bester Hip-Hop-Act
- Eminem
- Jay-Z & Kanye West
- Lil Wayne
- Pitbull
- Snoop Dogg

### Bester Live Act
Präsentiert von Jennifer Farley „JWoww“ & Nicole Polizzi „Snooki“
- Coldplay
- Foo Fighters
- Katy Perry
- Lady Gaga
- Red Hot Chili Peppers

### Beste World Stage Performance
- 30 Seconds to Mars
- Arcade Fire
- The Black Eyed Peas
- Diddy – Dirty Money (Sean Combs, Dawn Richard und Kalenna)
- Enrique Iglesias
- Kings of Leon
- Linkin Park
- My Chemical Romance
- Ozzy Osbourne
- Snoop Dogg

### Bester Push Act
- Alexis Jordan
- Big Time Rush
- Bruno Mars
- Far East Movement
- Jessie J
- Katy B
- LMFAO
- Neon Trees
- Theophilus London
- Wiz Khalifa

### Biggest Fans
- 30 Seconds to Mars
- Justin Bieber
- Lady Gaga
- Paramore
- Selena Gomez

### Weltweiter Act
Präsentiert von Malcolm-Jamal Warner und Tracee Ellis Ross
- Big Bang
- Abdelfattah Grini
- Lena
- Restart
- Britney Spears

### Global Icon Award
Präsentiert von Katy Perry
- Queen

### Tribute
Präsentiert von Jessie J
- Amy Winehouse

## Regionale Nominierungen
Die Gewinner in den jeweiligen Kategorien werden fett geschrieben dargestellt.

### UK und Irland
- Adele
- Coldplay
- Florence and the Machine
- Jessie J
- Kasabian

### Dänemark
- L.O.C.
- Medina
- Nik & Jay
- Rasmus Seebach
- Rune RK

### Finnland
- Anna Abreu
- Children of Bodom
- Haloo Helsinki!
- Lauri Ylönen
- Sunrise Avenue

### Norwegen
- Erik og Kriss
- Eva & The Heartmaker
- Jaa9 & OnklP
- Jarle Bernhoft
- Madcon

### Schweden
- Eric Amarillo
- Mohombi
- Robyn
- Swedish House Mafia
- Veronica Maggio

### Deutschland
- Beatsteaks
- Clueso
- Culcha Candela
- Frida Gold
- Lena

### Italien
- Fabri Fibra
- Jovanotti
- Modà
- Negramaro
- Verdena

### Niederlande
- Afrojack
- Baskerville
- Ben Saunders
- De Jeugd van Tegenwoordig
- Go Back to the Zoo

### Belgien
- dEUS
- Goose
- Stromae
- The Subs
- Triggerfinger

### Frankreich
- Ben l’Oncle Soul
- David Guetta
- La Fouine
- Martin Solveig
- Soprano

### Polen
- Afromental
- Doda
- Ewa Farna
- Monika Brodka
- Myslovitz

### Spanien
- El Pescao
- Nach
- Russian Red
- Vetusta Morla
- Zenttric

### Russland
- Gradusi
- Kasta
- Machete
- Nyusha
- Timati

### Rumänien
- Alexandra Stan
- Fly Project
- Guess Who
- Puya
- Smiley

### Portugal
- Amor Electro
- Aurea
- Diego Miranda
- Expensive Soul
- The Gift

### Adria
- Dubioza Kolektiv
- Hladno Pivo
- Magnifico
- S.A.R.S.
- SevdahBABY

### Ungarn
- Bin Jip
- Compact Disco
- Fish!
- Punnany Massif
- The Carbonfools

### Türkei
- Atiye Deniz
- Cartel
- Duman
- Hadise
- Mor ve Ötesi

### Ukraine
- Jamala
- Ivan Dorn
- Kazaky
- Max Barskih
- Sirena

### Griechenland
- Kokkina Xalia
- Mark F. Angelo featuring Shaya
- Melisses
- Onirama
- Panos Mouzourakis featuring Kostis Maraveyas

### Israel
- Izabo
- Liran Danino
- Sarit Hadad
- The Walking Man
- The Young Professionals

### Schweiz
- Adrian Stern
- Baschi
- Gimma
- Myron
- TinkaBelle

### Tschechien und Slowakei
- Ben Cristovao
- Charlie Straight
- Debbi
- PSH
- Rytmus

## Weltweite Nominierungen
Die Gewinner in den jeweiligen Kategorien werden fett geschrieben dargestellt.

### Europa
Die Sieger der regionalen Ausscheidungen, die am 18. Oktober 2011 bekanntgegeben wurden, traten in der Kategorie Bester Europäischer Act in einer Onlineabstimmung gegeneinander an. Der Sieger in dieser Kategorie wurde am 24. Oktober 2011 ermittelt und trat bis zum 4. November 2011 in einer weiteren Onlineabstimmung gegen die Gewinner der vier anderen Regionen in der Kategorie Weltweiter Act an.
- Adele
- Atiye
- Aurea
- Compact Disco
- dEUS
- Dubioza Kolektiv
- Eva & The Heartmaker
- Ewa Farna
- La Fouine
- Gimma
- Lauri
- Lena
- Mark F. Angelo featuring Shaya
- Medina
- Modà
- Nyusha
- Russian Red
- Ben Saunders
- Sirena
- Alexandra Stan
- Charlie Straight
- Swedish House Mafia
- The Young Professionals

### Afrika, Naher Osten und Indien
- Abdelfattah Grini
- Black Coffee
- Cabo Snoop
- Fally Ipupa
- Scribe
- Wizkid

### Asien und Pazifik
- Agnes Monica
- Big Bang
- Exile
- Gotye
- Jane Zhang
- Jay Chou
- Sia

### Lateinamerika
- Ádammo
- Babasónicos
- Belanova
- Calle 13
- Don Tetto
- No Te Va Gustar
- Panda
- Restart
- Seu Jorge
- Zoé

### Nordamerika
- Beyoncé
- Britney Spears
- Bruno Mars
- Foo Fighters
- Justin Bieber
- Katy Perry
- Lady Gaga
- Lil Wayne

## Live-Auftritte
- Bruno Mars – Marry You[4]
- Coldplay – Every Teardrop Is a Waterfall[5]
- Jason Derulo –  Don’t Wanna Go Home, It Girl und In My Head[6]
- Jessie J – Price Tag[5]
- Lady Gaga – Marry the Night[4]
- LMFAO feat. Lauren Bennett and GoonRock – Party Rock Anthem[5]
- Red Hot Chili Peppers – The Adventures of Rain Dance Maggie (präsentiert von Amy Lee)[7]
- Snow Patrol – Called Out in the Dark und This Isn't Everything You Are[6]
- Justin Bieber – Mistletoe und Never Say Never
- David Guetta feat. Taio Cruz, Ludacris und Jessie J – Medley (Sweat (David Guetta Remix), Little Bad Girl, Without You)
- Queen feat. Adam Lambert – The Show Must Go On, We Will Rock You und We Are the Champions
- Selena Gomez & the Scene – Hit the Lights

## Präsentatoren
- Nicole Polizzi[8]
- Jennifer Farley[8]
- Ashley Rickards[8]
- Louise Roe und Tim Kash – Moderatoren auf dem Roten Teppich
- Amy Lee
- Bar Refaeli
- David Hasselhoff
- Hayden Panettiere
- Irina Shayk
- Jeremy Scott
- Katy Perry
- Sheamus